# اعظم نیرومند راد
اعظم نیرومند-راد (زاده ۲ دسامبر ۱۹۴۷ در تهران)، دانشمند برجستهٔ فیزیک پزشکی آمریکایی ایرانی-تبار است.
وی رئیس پیشین سازمان بین‌المللی فیزیک پزشکی (IOMP)، رئیس سابق فیزیک بالینی در دپارتمان پرتوپزشکی و استاد بازنشسته پرتوپزشکی مدرسه پزشکی دانشگاه جورج تاون است.،
کنگره جهانی فیزیک پزشکی و بیومهندسی (مهندسی زیستی) بابت مقاله در حوزه فیزیک پزشکی به عنوان سخنران برگزیده جایزه ماری کوری را به اعظم نیرومندراد اعطا کرد.

## سمت‌ها
وی رئیس گروه پرتوپزشکی در دانشگاه جورج تاون آمریکا، و رئیس سابق سازمان بین‌المللی فیزیک پزشکی (۲۰۰۳-۲۰۰۶) است.
او بین سال‌های ۱۹۹۴-۲۰۰۰ سرویراستار نشریه خبری Medical Physics World بود. هم‌اکنون نیز عضو هیئت ویراستاری ژورنالهای زیر است:
- Medical Physics Journal، از ۲۰۰۱ تا کنون.
- Iranian Journal of Radiation Research، از ۲۰۰۱ تا کنون
- Journal of the Egyptian National Cancer Institute، از ۲۰۰۱ تا کنون.
- International Journal of Low Radiation، از ۲۰۰۴ تا کنون
- Kasr El Aini Journal of Clinical Oncology and Nuclear Medicine، از ۲۰۰۴ تا کنون

## تحصیلات
نیرومند-راد تحصیلکردهٔ دانشگاه ویسکانسین و دانشگاه ایالتی نیویورک در آلبانی با معدل کامل (Summa Cum Laude) بوده، و دکترای خود را در ۱۹۷۸ از دانشگاه ایالتی میشیگان دریافت کرد. او صاحب و ثبت‌کننده یک اختراع به نام خود است.

## جوایز مهم
- جایزه مدرس سال، انجمن رزیدنت‌های پرتوپزشکی آمریکا (Association of Residents in Radiation Oncology)
- جایزه ملی خدمات پژوهشی (National Research Service Award)
- دکترای افتخار از کالج کازنویا در نیویورک
- جایزه دست‌آوردهای فیزیک پزشکی (Award for Achievements in Medical Physics) انجمن فیزیک پزشکی آمریکا در سال ۲۰۰۶
- جایزه ماری سکلودوسکا کوری (Marie Sklodowska-Curie Award) در سال ۲۰۰۹